# Ikuyo Tsukidate
Ikuyo Tsukidate (jap. 築館 郁代, Tsukidate Ikuyo; * 15. Januar 1977 in Ikarigaseki (heute: Hirakawa), Präfektur Aomori) ist eine japanische Biathletin.
Ikuyo Tsukidate ist Sportsoldatin in den Bodenselbstverteidigungsstreitkräften und trainiert in Sapporo. Die Sportlerin betreibt seit 1999 den Sport und startet für die „Winterkampfausbildungseinheit“. In Lahti gab Tsukidate im Jahr 2000 ihr Debüt im Biathlon-Weltcup als 74. in einem Einzel. Ihr erstes Ergebnis in den Top Ten schaffte sie zwei Jahre später an selber Stelle mit Tamami Tanaka, Sanae Takano und Kanae Meguro in der japanischen Staffel. In Osrblie gewann die Japanerin als 30. im Sprint ihren ersten Weltcuppunkt. Ihr bestes Weltcupergebnis erreichte sie im Rahmen der Biathlon-Weltmeisterschaften 2003 in Chanty-Mansijsk. Im Einzel belegte sie bei ihrer ersten von bislang drei Weltmeisterschaften einen 19. Platz. 2006 nahm sie erstmals an Olympischen Spielen teil. In Turin war ihre beste Platzierung ein 51. Platz im Sprint.

## Biathlon-Weltcup-Platzierungen
Die Tabelle zeigt alle Platzierungen (je nach Austragungsjahr einschließlich Olympische Spiele und Weltmeisterschaften).
- 1.–3. Platz: Anzahl der Podiumsplatzierungen
- Top 10: Anzahl der Platzierungen unter den ersten zehn (einschließlich Podium)
- Punkteränge: Anzahl der Platzierungen innerhalb der Punkteränge (einschließlich Podium und Top 10)
- Starts: Anzahl gelaufener Rennen in der jeweiligen Disziplin

| Platzierung                      | Einzel | Sprint | Verfolgung | Massenstart | Staffel | Gesamt |
| -------------------------------- | ------ | ------ | ---------- | ----------- | ------- | ------ |
| 1. Platz                         |        |        |            |             |         |        |
| 2. Platz                         |        |        |            |             |         |        |
| 3. Platz                         |        |        |            |             |         |        |
| Top 10                           |        |        |            |             | 8       | 8      |
| Punkteränge                      | 3      | 2      | 1          |             | 24      | 30     |
| Starts                           | 18     | 50     | 23         |             | 24      | 115    |
| Stand: nach der Saison 2009/2010 |        |        |            |             |         |        |